# Knut Torell
Knut Emanuel Torell (Norra Sandsjö, 1º maggio 1885 – Österhaninge, 24 dicembre 1966) è stato un ginnasta svedese.

## Palmarès

### Olimpiadi
- 1 medaglia:
  - 1 oro (Stoccolma 1912 nel concorso svedese a squadre)